# Assario Branco
Die Weißweinsorte Assario Branco ist eine autochthone Sorte in Portugal, wo sie vor allem im Bereich Dão verbreitet ist. In ganz Portugal wurde im Jahr 1999 eine bestockte Rebfläche von 1.148 Hektar erhoben. Es könnte eine Verbindung zur spanischen Sorte Palomino bestehen.
Im Bereich Dão wird ebenfalls die rote Sorte Assario Roxo angebaut, die aber nicht verwandt ist. Trotz ähnlich lautender Synonyme besteht auch keine Verbindung zur Rebsorte Arinto.
Synonyme sind Arinto do Dão, Arinto Galego, Boal Cachudo und Malvazia Fina.
Siehe auch: Weinbau in Portugal sowie die Liste von Rebsorten.

## Ampelographische Sortenmerkmale
In der Ampelographie wird der Habitus folgendermaßen beschrieben:
- Die Triebspitze ist offen. Sie ist spinnwebig behaart. Die grünen Jungblätter sind bronzefarbenen gefleckt (Anthocyanflecken).
- Die hellgrünen Blätter fünflappig und tief gebuchtet (siehe auch den Artikel Blattform). Die Blattoberfläche (auch Blattspreite genannt) ist glatt.
- Die ovalen Beeren sind mittelgroß und von weißlich-grüner Farbe.

Assario Branco ist eine Varietät der Edlen Weinrebe (Vitis vinifera). Sie besitzt laut Paul Truel ausschließlich weibliche Blüten und ist somit nicht selbstfruchtend. Beim Weinbau hat dies den ökonomischen Nachteil, keinen Ertrag liefernde, männliche Pflanzen anbauen zu müssen.